# Булудинат, Шуайб
Шуа́йб Булудина́т (араб. شعيب بولودينات‎; род. 8 января 1987, Константина) — алжирский боксёр, представитель тяжёлой весовой категории. Выступает за сборную Алжира по боксу начиная с 2008 года, участник трёх Олимпийских игр (2012, 2016, 2020 годов), чемпион Всеафриканских игр (2011), победитель и призёр международных и национальных турниров в любителях.

## Биография
Шуайб Булудинат родился 8 января 1987 года в городе Константина, Алжир.

## Любительская карьера
Проходил подготовку в местном боксёрском клубе.
В 2008 году впервые стал чемпионом Алжира по боксу в тяжёлой весовой категории. Год спустя вошёл в основной состав алжирской национальной сборной, выиграл серебряную медаль на чемпионате Африки и выступил на Средиземноморских играх в Пескаре.
Одержал победу на домашнем Кубке африканских наций 2010 года в Алжире. Начиная с этого времени регулярно принимал участие в матчевых встречах Всемирной серии бокса, где в разное время представлял команды «Пхоханские посейдоны», «Астанинские орланы» и «Алжирские пустынные ястребы».

### Всеафриканские игры 2011 года
В 2011 году одолел всех соперников на Всеафриканских играх в Мапуто, побывал на чемпионате мира по боксу в Баку, где на стадии четвертьфиналов был остановлен представителем Белоруссии Сергеем Корнеевым.

### Олимпийские игры 2012 года
Благодаря череде удачных выступлений удостоился права защищать честь страны на летних Олимпийских играх 2012 года в Лондоне, однако провёл здесь только один бой — уже на предварительном этапе категории до 91 кг со счётом 5:13 проиграл аргентинцу Ямилю Перальте.
После лондонской Олимпиады Булудинат остался в составе боксёрской команды Алжира и продолжил принимать участие в крупнейших международных турнирах. Так, в 2013 году он боксировал на Средиземноморских играх в Мерсине и на мировом первенстве в Алма-Ате, хотя попасть в число призёров на этих соревнованиях не смог.
В 2014 году одержал победу на Кубке африканских наций в ЮАР и стал участником чемпионата AIBA Pro Boxing.

### Всеафриканские игры 2015 года
На Всеафриканских играх 2015 года в Браззавиле занял шестое место, тогда как на чемпионате мира в Дохе потерпел поражение на стадии 1/8 финала от азербайджанца Абдулкадира Абдуллаева.

### Олимпийские игры 2016 года
Находясь в числе лидеров алжирской национальной сборной, благополучно прошёл отбор на Олимпийские игры 2016 года в Рио-де-Жанейро — на сей раз встретился в зачёте тяжёлого веса с представителем Маврикия Кеннеди Сен-Пьером и уступил ему со счётом 1:2.

### Олимпийские игры 2020 года
В феврале 2020 года в Дакаре (Сенегал) занял 2-е место на квалификационном турнире от Африки и получил лицензию для выступления на Олимпийских играх 2020 года. Во время борьбы на квалификационном турнире: в четвертьфинале по очкам победил ганца Анани Куцуке, в полуфинале по очкам победил боксёра с Сейшел Кедди Агнеса, но в финале по очкам проиграл камерунцу Максиму Йегнонгу.
И в июле 2021 года стал участником Олимпийских играх в Токио.